# The Zone
Albums de Enter Shikari
Take to the Skies
(2007) Common Dreads
(2009)
The Zone est la première compilation du groupe anglais de post-hardcore Enter Shikari, publié le 12 novembre 2007 par Ambush Reality.
Elle comprend des face-B, des démos et un remix par Routron 5000, le projet parallèle de Roughton. La première version comportait deux pistes cachées qui y avaient été mises par erreur. Trois chansons sont issues d'un passage chez Zane Lowe à la BBC Radio 1.
Il existe aussi une série limitée avec seulement 4 pistes.

## Liste des chansons
Toute la musique est composée par Enter Shikari.
| No  | Titre                                                        | Durée |
| --- | ------------------------------------------------------------ | ----- |
| 1.  | The Feast (Démo)                                             | 2:52  |
| 2.  | Kickin' Back on the Surface of Your Cheek                    | 3:37  |
| 3.  | Keep It On Ice                                               | 2:53  |
| 4.  | Adieu (Routron 5000 Remix)                                   | 7:22  |
| 5.  | Sorry, You're Not A Winner (Zane Lowe BBC Session)           | 4:23  |
| 6.  | Mothership (Démo)                                            | 4:49  |
| 7.  | Acid Nation                                                  | 3:12  |
| 8.  | Enter Shikari (Démo)                                         | 2:57  |
| 9.  | Return To Energiser (Chanson cachée - Zane Lowe BBC Session) | 5:24  |
| 10. | Keep It On Ice (Chanson cachée - Zane Lowe BBC Session)      | 2:56  |